# Neocheritra paulina
Neocheritra paulina är en fjärilsart som beskrevs av Riley 1932. Neocheritra paulina ingår i släktet Neocheritra och familjen juvelvingar. Inga underarter finns listade i Catalogue of Life.